# Jarok
Jarok est un village de Slovaquie situé dans la région de Nitra.

## Histoire
Première mention écrite du village en 1113.

## Démographie

### Évolution de la population
| Année:               | 1994. | 2004.   | 2014.    | 2024.    |
| -------------------- | ----- | ------- | -------- | -------- |
| Nombre de personnes: | 1794  | 1767    | 1947     | 2143     |
| Différence:          |       | -1,50 % | +10,18 % | +10,06 % |

| Année:               | 2023. | 2024.   |
| -------------------- | ----- | ------- |
| Nombre de personnes: | 2138  | 2143    |
| Différence:          |       | +0,23 % |